# Mykola Balakin
Mykola Oleksandrovitsj Balakin (Oekraïens: Микола Олександрович Балакін) (Kiev, 5 januari 1989) is een Oekraïens voetbalscheidsrechter. Hij is in dienst van FIFA en UEFA sinds 2017. Ook leidt hij sinds 2015 wedstrijden in het Premjer Liha.
Op 18 juli 2015 leidde Balakin zijn eerste wedstrijd in de Oekraïense nationale competitie. Tijdens het duel tussen Olimpik Donetsk en Tsjornomorets Odessa (2–2) trok de leidsman zevenmaal de gele kaart. In Europees verband debuteerde hij op 6 juli 2017 tijdens een wedstrijd tussen Inter Bakoe en Mladost Lučani in de eerste voorronde van de UEFA Europa League; het eindigde in 2–0 en Balakin trok tweemaal een gele kaart, allebei voor dezelfde speler die met rood mocht inrukken. Zijn eerste interland floot hij op 10 september 2019, toen Frankrijk met 3–0 won van Andorra door doelpunten van Kingsley Coman, Clément Lenglet en Wissam Ben Yedder. Tijdens deze wedstrijd toonde Balakin eenmaal zijn gele kaart.
In april 2024 werd hij gekozen als een van de vierde officials die actief zouden zijn op het EK 2024 in Duitsland.

## Interlands
| Datum             | Plaats                  | Wedstrijd                       | Uitslag | Competitie             | Kreeg geel | Kreeg voor de tweede keer geel en dus rood | Weggestuurd |
| ----------------- | ----------------------- | ------------------------------- | ------- | ---------------------- | ---------- | ------------------------------------------ | ----------- |
| 10 september 2019 | Saint-Denis, Frankrijk  | Frankrijk – Andorra             | 3 – 0   | EK 2020 kwalificatie   | 1          | 0                                          | 0           |
| 28 maart 2021     | Skopje, Noord-Macedonië | Noord-Macedonië – Liechtenstein | 5 – 0   | WK 2022 kwalificatie   | 6          | 0                                          | 0           |
| 2 september 2021  | Batoemi, Georgië        | Georgië – Kosovo                | 0 – 1   | WK 2022 kwalificatie   | 6          | 0                                          | 0           |
| 10 september 2023 | Serravalle, San Marino  | San Marino – Slovenië           | 0 – 4   | EK 2024 kwalificatie   | 3          | 0                                          | 0           |
| 16 november 2023  | Limassol, Cyprus        | Cyprus – Spanje                 | 1 – 3   | EK 2024 kwalificatie   | 4          | 0                                          | 0           |
| 7 september 2024  | Chisinau, Moldavië      | Moldavië – Malta                | 2 – 0   | Nations League 2024/25 | 5          | 0                                          | 0           |
| 16 november 2024  | Solna, Zweden           | Zweden – Slowakije              | 2 – 1   | Nations League 2024/25 | 6          | 1                                          | 0           |
| 22 maart 2025     | Vaduz, Liechtenstein    | Liechtenstein – Noord-Macedonië | 0 – 3   | WK 2026 kwalificatie   | 4          | 0                                          | 0           |

Laatst bijgewerkt op 27 maart 2025.